# Islanders FC
Islanders FC ist ein Fußballverein auf den Britischen Jungferninseln, der in der BVIFA National Football League spielt. Der Verein wurde 2009 gegründet und hat seinen Sitz in der Stadt Road Town. 

## Geschichte
Der Islanders Football Club wurde 2008 in Parham Town gegründet. Der Verein gewann von 2009/10 bis 2019/20 achtmal die Meisterschaft und ist damit Rekordtitelträger der Britischen Jungferninseln.
Trotz dieser Dominanz über die nationale Meisterschaft hatte Islanders FC nie die Möglichkeit, an einem internationalen Wettbewerb teilzunehmen, da der Verband der Britischen Jungferninseln seit 2001 kein Team mehr in CONCACAF-Turnieren gestellt hat. 2023/24 wurde Islanders FC Vizemeister.

## Erfolge
- Meisterschaft der Britischen Jungferninseln (8): 2009/10, 2010/11, 2011/12, 2012/13, 2014/15, 2016/17 und 2019/20 (Rekord)
- Terry Evans Cup (4): 2010, 2013, 2014 und 2017
- Heineken Challenge Cup: 2012
- President‘s Cup: 2021

## Bekannte Spieler
- Avondale Williams